# Litoral central de Vargas
El Litoral Central es el nombre que recibe una región de Venezuela, que abarca la mitad del municipio Vargas del estado La Guaira. Hasta 1998 formaba parte del extinto Distrito Federal. El nombre hace referencia a la cantidad de playas y asentamientos de montaña ubicados en él, está bordeado al norte por el Mar Caribe y al sur por la Cordillera de La Costa. Inicia al oeste en el poblado de Chichiriviche de La Costa y finaliza al este en Chuspa, casi llegando al estado Miranda, en la zona se ubica el Aeropuerto Internacional de Maiquetía Simón Bolívar, el núcleo Litoral de la Universidad Simón Bolívar y el Camposanto Carmen de Uria, la zona fue gravemente afectada por el Terremoto de 1967 y por la Tragedia de Vargas, varias poblaciones como Caraballeda y Los Corales quedaron bajo el lodo y otras como Carmen de Uria y Los Caracas fueron olvidadas. El Litoral es visitado por la mayoría de los habitantes de Caracas cada fin de semana y forma parte de la Gran Caracas, tres de sus ciudades (Catia La Mar, La Guaira y Maiquetia) son ciudades dormitorio de Caracas.

## Poblaciones del Litoral
- Chichiriviche de La Costa: Balneario.
- Playa Oricao: Balneario, Urbanización y Club Turístico.
- Playa Arrecife: Balneario.
- Mamo: Caserío de Pescadores y Balneario.
- Catia La Mar: Ciudad Económica del Litoral.
- Balneario Marina Grande: Balneario y Club Turístico.
- Maiquetía: Pueblo Colonial y Aeropuerto Principal de Venezuela.
- La Guaira: Principal ciudad de Litoral.
- Macuto: Poblado Urbano y Balneario.
- Camurí Chico.
- Playa Alí Babá: Balneario.
- Bahía de Los Niños: Bahía y Balneario seguro para toda la familia.
- Caraballeda: Centro Residencial del Litoral, aquí se halla el Club de Golf Caraballeda.
- Playa Carrilito.
- Playa Escondida.
- Carmen de Uria: Camposanto del Litoral.
- Tanaguarena: Poblado y Club Turístico.
- Naiguatá: Poblado Comercial y Balneario.
- Playa Los Ángeles.
- Camurí Grande: Poblado Residencial, aquí se ubica el Núcleo Litoral de USB.
- Playa Pantaleta: Balneario conocido por los surfistas.
- Playa Pelúa: Balneario conocido por los surfistas.
- Ciudad Vacacional Los Caracas: Antigua Ciudad Vacacional, hoy en estado de recuperación, zona de posadas y Balnearios (La Punta, Los Pescadores y Mirador Rey Mar).
- Todasana: Caserío Turístico y Balneario de río y mar.
- Caruao: Caserío de Pescadores y Balneario.
- Chuspa: Caserío de Pescadores y Balnearios. Último pueblo antes de llegar al estado Miranda.
- Puerto Cruz: Caserío de Pescadores Balneario.